# Biblis Patera

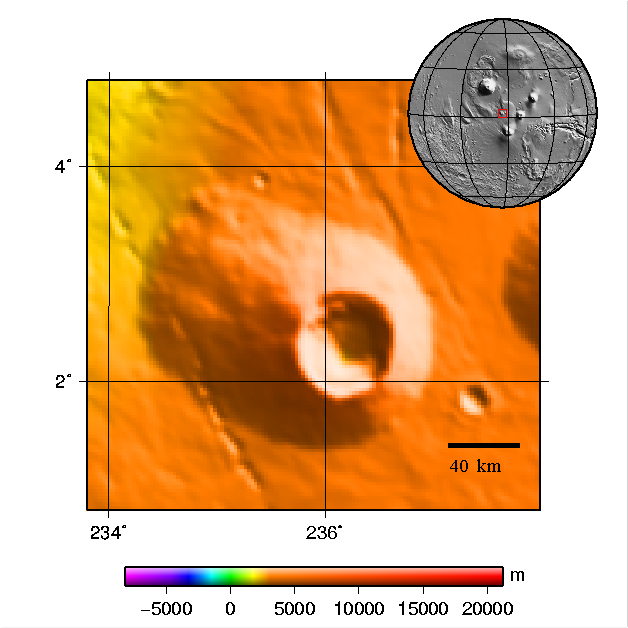
Biblis Patera

Biblis Patera é um vulcão marciano localizado nas coordenadas 2.7°N, 235.4°E, sendo um de dois vulcões próximos ao centro do vulcanismo de Tharsis. Junto ao Ulysses Patera, o Biblis Patera está localizado no meio do caminho entre o Olympus Mons e o trio Tharsis Montes. Esse monte foi fotografado pela High Resolution Stereo Camera (HRSC) da Mars Express em  8 de Novembro de 2004. P Biblis Patera mede aproximadamente 170 km de extensão 100km de largura, elevando se 3 km  a partir das terras circundantes. No centro do vulcão fica a caldeira, possivelmente resultado de um colapso da câmara de magma durante erupções do vulcão. A caldeira possui 53 km em diâmetro e 4 km em profundidade.